# Толіщек
Толіщек (пол. Toliszczek) — село в Польщі, у гміні Ґневіно Вейгеровського повіту Поморського воєводства.
Населення — 93 особи (2011).
У 1975-1998 роках село належало до Гданського воєводства.

## Демографія
Демографічна структура станом на 31 березня 2011 року:
|          | Загалом | Допрацездатний вік | Працездатний вік | Постпрацездатний вік |
| -------- | ------- | ------------------ | ---------------- | -------------------- |
| Чоловіки | 42      | 17                 | 24               | 1                    |
| Жінки    | 51      | 14                 | 31               | 6                    |
| Разом    | 93      | 31                 | 55               | 7                    |